# Telmatoscopus edwardsi
Telmatoscopus edwardsi är en tvåvingeart som beskrevs av Tonnoir 1939. Telmatoscopus edwardsi ingår i släktet Telmatoscopus och familjen fjärilsmyggor.
Artens utbredningsområde är Uganda. Inga underarter finns listade i Catalogue of Life.